# 12933 Muzzonigro
12933 Muzzonigro eller 1999 TC16 är en asteroid i huvudbältet som upptäcktes den 14 oktober 1999 av Farra d'Isonzo-observatoriet i Farra d'Isonzo. Den är uppkallad efter Livio Muzzonigro.
Asteroiden har en diameter på ungefär 2 kilometer.